# Dobrošin
Dobrošin är en ort i Bosnien och Hercegovina.   Den ligger i entiteten Federationen Bosnien och Hercegovina, i den centrala delen av landet, 60 km väster om huvudstaden Sarajevo. Dobrošin ligger 763 meter över havet och antalet invånare är 546.
Terrängen runt Dobrošin är kuperad åt sydväst, men åt nordost är den bergig. Dobrošin ligger nere i en dal.Närmaste större samhälle är Voljevac, 2,7 km sydost om Dobrošin.
Omgivningarna runt Dobrošin är en mosaik av jordbruksmark och naturlig växtlighet. Runt Dobrošin är det ganska tätbefolkat, med 93 invånare per kvadratkilometer.